# Magnolia lacei
Magnolia lacei este o specie de plante din genul Magnolia, familia Magnoliaceae. A fost descrisă pentru prima dată de William Wright Smith, și a primit numele actual de la Richard B. Figlar. Conform Catalogue of Life specia Magnolia lacei nu are subspecii cunoscute.